# Fabian Schwingenschlögl
Fabian Schwingenschlögl (* 15. August 1991 in Erlangen) ist ein ehemaliger deutscher Schwimmer. Er gewann eine Bronzemedaille bei Europameisterschaften.

## Karriere
Der 1,90 Meter große Fabian Schwingenschlögl belegte bei den Junioreneuropameisterschaften 2009 mit der deutschen 4-mal-200-Meter-Freistilstaffel den achten Platz. 2010 trat er  erstmals im Schwimm-Weltcup an, konnte sich aber zunächst nicht in die Nationalmannschaft schwimmen.
Bei der Sommer-Universiade 2015 trat er in allen drei Brust-Disziplinen an, erreichte aber kein Finale. 2016 gewann der damals für 1. FCN Schwimmen antretende Schwingenschlögl den deutschen Meistertitel über 50 Meter Brust. 2017 bei der Universiade in Taipeh gewann er die Bronzemedaille über 50 Meter Brust. Ende 2017 nahm Schwingenschlögl an den Kurzbahneuropameisterschaften in Kopenhagen teil. Er wurde Vierter über 50 Meter Brust, Fünfter über 100 Meter Brust und Sechster über 200 Meter Brust. Mit der 4-mal-50-Meter-Lagenstaffel belegte er den fünften Platz. Hinzu kam der vierte Platz mit der 4-mal-50-Meter-Mixed-Lagenstaffel.
2018 erreichte der mittlerweile für die Neckarsulmer Sport-Union antretende Schwingenschlögl das Finale über 50 Meter Brust bei den Europameisterschaften in Glasgow und belegte den siebten Platz. Die deutsche 4-mal-100-Meter-Lagenstaffel mit Christian Diener, Fabian Schwingenschlögl, Marius Kusch und Damian Wierling gewann die Bronzemedaille hinter den Briten und den Russen. Die 4-mal-100-Meter-Mixed-Lagenstaffel mit Jenny Mensing, Fabian Schwingenschlögl, Marius Kusch und Annika Bruhn belegte den fünften Platz. Bei den Kurzbahnweltmeisterschaften 2018 in Hangzhou wurde Schwingenschlögl Siebter über 50 Meter Brust. Mit der 4-mal-50-Meter-Lagenstaffel belegte er den fünften Platz. Die 4-mal-50-Meter-Mixed-Lagenstaffel wurde Sechste.
Bei den Weltmeisterschaften 2019 in Gwangju belegten Laura Riedemann, Fabian Schwingenschlögl, Marius Kusch und Jessica Steiger den siebten Platz in der 4-mal-100-Meter-Mixed-Lagenstaffel. Die Männer-Lagenstaffel mit Diener, Schwingenschlögl, Kusch und Wierling wurde Achte. 2021 fanden die eigentlich für 2020 geplanten Olympischen Spiele in Tokio statt. Über 100 Meter Brust schieden die beiden deutschen Teilnehmer im Halbfinale aus. Lucas Matzerath wurde in 59,31 Sekunden Neunter, Fabian Schwingenschlögl belegte in 59,32 Sekunden den zehnten Platz. Die Mixed-Lagenstaffel mit Marek Ulrich, Fabian Schwingenschlögl, Lisa Höpink und Annika Bruhn belegte ebenfalls den zehnten Platz und schied damit im Vorlauf aus. Zum Abschluss seiner Karriere belegte Schwingenschlögl bei den Kurzbahnweltmeisterschaften 2021 in Abu Dhabi sowohl über 100 Meter Brust als auch über 50 Meter Brust den fünften Platz.